# Czerwonka
Czerwonka è un comune rurale polacco del distretto di Maków, nel voivodato della Masovia.
Ricopre una superficie di 110,59 km² e nel 2004 contava 2 630 abitanti.